# Owusu Benson
Owusu Benson, ganski nogometaš, * 22. marec 1977.
Za gansko reprezentanco je odigral eno uradno tekmo.